# Murowana Goślina
Murowana Goślina is een stad in het Poolse woiwodschap Groot-Polen, gelegen in de powiat Poznański. De oppervlakte bedraagt 7,18 km², het inwonertal 9945 (2005).

## Verkeer en vervoer
- Station Murowana Goślina